# Rajon Samar
Der Rajon Samar, bis 2024 Rajon Nowomoskowsk (ukrainisch Самарівський район) ist eine Verwaltungseinheit innerhalb der Oblast Dnipropetrowsk im Zentrum der Ukraine, der Verwaltungssitz des Rajons ist die Stadt Samar.

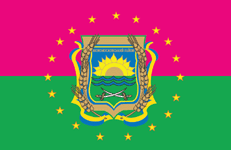
Flagge des Rajon

## Geschichte
Der Rajon wurde am 7. März 1923 gegründet, seit 1991 ist er ein Teil der heutigen Ukraine.
Am 17. Juli 2020 kam es im Zuge einer großen Rajonsreform zur Auflösung des alten Rajons und einer Neugründung unter Vergrößerung des Rajonsgebietes um die Rajone Jurjiwka (westlicher Teil) und Mahdalyniwka sowie der bis dahin unter Oblastverwaltung stehenden Stadt Nowomoskowsk.

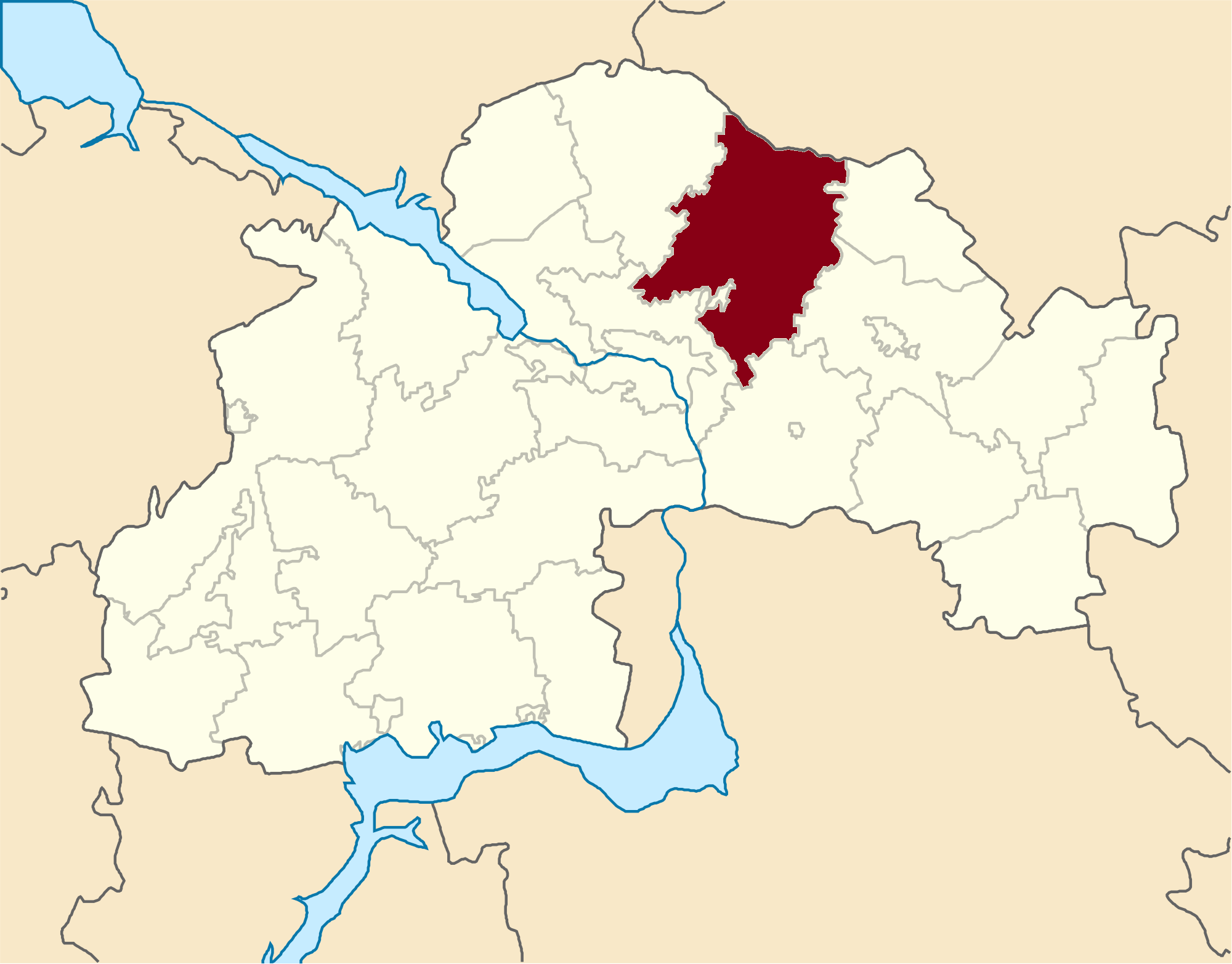
Rajon Nowomoskowsk bis Juli 2020
Rajonsgebiet ab Juli 2020

## Geographie
Der Rajon liegt im Norden der Oblast Dnipropetrowsk. Er grenzt im Norden an den Rajon Krasnohrad (in der Oblast Charkiw gelegen), im Osten an den Rajon Pawlohrad, im Süden an den Rajon Synelnykowe, im Westen an den Rajon Dnipro sowie im Nordwesten an den Rajon Poltawa (in der Oblast Poltawa gelegen).
Bis Juli 2020 war er der flächenmäßig größte Rajon der Oblast Dnipropetrowsk. Er lag bis dahin nördlich der Stadt Dnipro und grenzte im Süden an den Rajon Dnipro, im Westen an den Rajon Pawlohrad im Norden an die Oblast Charkiw im Osten an den Rajon Mahdalyniwka und an den Rajon Jurjiwka und im Südosten an den Rajon Synelnykowe.
Größte Ortschaft mit über 10.000 Einwohnern und einzige Stadt unter Rajonsverwaltung ist Pereschtschepyne. Die wichtigsten Flüsse der Region sind die Samara mit ihrem Nebenfluss Kiltschen und der Oril im Norden des Rajon. Der Dnepr-Donbas-Kanal verläuft auf einer Länge von 30 km durch den Rajon.

## Administrative Gliederung
Auf kommunaler Ebene ist der Rajon in 8 Hromadas (2 Stadtgemeinden, 3 Siedlungsgemeinden und 3 Landgemeinden) unterteilt, denen jeweils einzelne Ortschaften untergeordnet sind.
Zum Verwaltungsgebiet gehören:
- 2 Städte
- 5 Siedlungen städtischen Typs
- 98 Dörfer
- 5 Ansiedlungen

Die Hromadas sind im Einzelnen:
- Stadtgemeinde Samar
- Stadtgemeinde Pereschtschepyne
- Siedlungsgemeinde Hubynycha
- Siedlungsgemeinde Mahdalyniwka
- Siedlungsgemeinde Tscherkaske
- Landgemeinde Lytschkowe
- Landgemeinde Pischtschanka
- Landgemeinde Tschernetschtschyna

Auf kommunaler Ebene war der Rajon bis Juli 2020 in eine Stadt, vier Siedlungsratsgemeinden sowie 14 Landratsgemeinden unterteilt, denen jeweils einzelne Ortschaften untergeordnet waren.
Zum Verwaltungsgebiet gehörten:
- 1 Stadt[5]
- 4 Siedlungen städtischen Typs[6]
- 49 Dörfer[7]
- 4 Ansiedlung[8]

### Städte
| Städte                   | Städte     | Städte                        |
| Name                     | Name       | Name                          |
| ukrainisch transkribiert | ukrainisch | russisch                      |
| ------------------------ | ---------- | ----------------------------- |
| Pereschtschepyne         | Перещепине | Перещепино (Pereschtschepino) |

### Siedlungen städtischen Typs
| Siedlungen städtischen Typs | Siedlungen städtischen Typs | Siedlungen städtischen Typs    |
| Name                        | Name                        | Name                           |
| ukrainisch transkribiert    | ukrainisch                  | russisch                       |
| --------------------------- | --------------------------- | ------------------------------ |
| Hubynycha                   | Губиниха                    | Губиниха (Gubinicha)           |
| Hwardijske                  | Гвардійське                 | Гвардейское (Gwardeiskoje)     |
| Melioratywne                | Меліоративне                | Мелиоративное (Melioratiwnoje) |
| Tscherkaske                 | Черкаське                   | Черкасское (Tscherkasskoje)    |

### Dörfer und Siedlungen
| Dörfer                               | Dörfer                    | Dörfer                                               | Dörfer            |
| Name                                 | Name                      | Name                                                 | Gemeindezuordnung |
| ukrainisch transkribiert             | ukrainisch                | russisch                                             | Gemeindezuordnung |
| ------------------------------------ | ------------------------- | ---------------------------------------------------- | ----------------- |
| Andrijiwka                           | Андріївка                 | Андреевка (Andrejewka)                               | Wassyliwka        |
| Bahate                               | Багате                    | Богатое (Bogatoje)                                   | Bahate            |
| Chaschtschewe                        | Хащеве                    | Хащевое (Chaschtschewoje)                            | Wilne             |
| Chutoro-Hubynycha                    | Хуторо-Губиниха           | Хуторо-Губиниха (Chutoro-Gubinicha)                  | Spaske            |
| Dmytriwka                            | Дмитрівка                 | Дмитровка (Dmitrowka)                                | Spaske            |
| Hanniwka                             | Ганнівка                  | Анновка (Annowka)                                    | Kernossiwka       |
| Herassymiwka                         | Герасимівка               | Герасимовка (Gerassimowka)                           | Nowostepaniwka    |
| Hnatiwka                             | Гнатівка                  | Гнатовка (Gnatowka)                                  | Nowostepaniwka    |
| Holubiwka                            | Голубівка                 | Голубовка (Golubowka)                                | Holubiwka         |
| Iwano-Mychajliwka                    | Івано-Михайлівка          | Ивано-Михайловка (Iwano-Michailowka)                 | Nowostepaniwka    |
| Jahidne                              | Ягідне                    | Ягодное (Jagodnoje)                                  | Pischtschanka     |
| Jewezko-Mykolajiwka                  | Євецько-Миколаївка        | Евецко-Николаевка (Jewezko-Nikolajewka)              | Hubynycha         |
| Kernossiwka                          | Керносівка                | Керносовка (Kernossowka)                             | Kernossiwka       |
| Koroliwka                            | Королівка                 | Королёвка (Koroljowka)                               | Mykolajiwka       |
| Kosyrschtschyna (bis 2016 Komintern) | Козирщина (Комінтерн)     | Козырщина (Kosyrschtschina)/Коминтерн                | Pereschtschepyne  |
| Lewenziwka                           | Левенцівка                | Левенцовка (Lewenzowka)                              | Mychajliwka       |
| Malokosyrschtschyna                  | Малокозирщина             | Малокозырщина (Malokosyrschtschina)                  | Pereschtschepyne  |
| Marjaniwka                           | Мар'янівка                | Марьяновка (Marjanowka)                              | Marjaniwka        |
| Mychajliwka                          | Михайлівка                | Михайловка (Mychailowka)                             | Mychajliwka       |
| Mykolajiwka                          | Миколаївка                | Николаевка (Nikolajewka)                             | Mykolajiwka       |
| Nadeschdiwka                         | Надеждівка                | Надеждовка (Nadeschdowka)                            | Popasne           |
| Nowe                                 | Нове                      | Новое (Nowoje)                                       | Mykolajiwka       |
| Nowotrojizke                         | Новотроїцьке              | Новотроицкое (Nowotroizkoje)                         | Snameniwka        |
| Nowoseliwka                          | Новоселівка               | Новосёловка (Nowossjolowka)                          | Pischtschanka     |
| Nowoskotuwate                        | Новоскотувате             | Новоскотоватое (Nowoskotowatoje)                     | Marjaniwka        |
| Nowostepaniwka                       | Новостепанівка            | Новостепановка (Nowostepanowka)                      | Nowostepaniwka    |
| Oleksandrija                         | Олександрія               | Александрия (Alexanderija)                           | Pereschtschepyne  |
| Orlika                               | Орілька                   | Орелька (Orelka)                                     | Kernossiwka       |
| Orliwschtschyna                      | Орлівщина                 | Орловщина (Orlowschtschina)                          | Orliwschtschyna   |
| Panassiwka                           | Панасівка                 | Панасовка (Panassowka)                               | Bahate            |
| Pidpilne                             | Підпільне                 | Подпольное (Podpolnoje)                              | Snameniwka        |
| Pischtschanka                        | Піщанка                   | Песчанка (Pestschanka)                               | Pischtschanka     |
| Popasne                              | Попасне                   | Попасное (Popasnoje)                                 | Popasne           |
| Prywilne                             | Привільне                 | Привольное (Priwolnoje)                              | Popasne           |
| Riwne                                | Рівне                     | Ровное (Rownoje)                                     | Bahate            |
| Satyschne (bis 2016 Dniprelstan)     | Затишне (Дніпрельстан)    | Затишное (Satischnoje)/Днепрельстан (Dneprelstan)    | Mykolajiwka       |
| Skotuwate                            | Скотувате                 | Скотоватое (Skotowatoje)                             | Marjaniwka        |
| Snameniwka                           | Знаменівка                | Знаменовка (Snamenowka)                              | Snameniwka        |
| Sokolowe                             | Соколове                  | Соколово (Sokolowo)                                  | Pischtschanka     |
| Spaske                               | Спаське                   | Спасское (Spasskoje)                                 | Spaske            |
| Switschaniwka                        | Свічанівка                | Свечановка (Swetschanowka)                           | Pereschtschepyne  |
| Tarassowe                            | Тарасове                  | Тарасово (Tarassowo)                                 | Popasne           |
| Trojizke                             | Троїцьке                  | Троицкое (Troizkoje)                                 | Holubiwka         |
| Warwariwka                           | Варварівка                | Варваровка (Warwarowka)                              | Nowostepaniwka    |
| Wassyliwka                           | Василівка                 | Василевка (Wassilewka)                               | Wassyliwka        |
| Wessele (bis 2016 Radselo)           | Веселе (Радсело)          | Весёлое (Wessjoloje)/Радсело                         | Nowostepaniwka    |
| Wilne                                | Вільне                    | Вольное (Wolnoje)                                    | Wilne             |
| Woskresseniwka                       | Воскресенівка             | Воскресеновка (Woskressenowka)                       | Holubiwka         |
| Wseswjatske                          | Всесвятське               | Всесвятское (Wseswjatskoje)                          | Wassyliwka        |
| Siedlungen                           |                           |                                                      |                   |
| Kiltschen                            | Кільчень                  | Кильчень                                             | Holubiwka         |
| Myrne                                | Мирне                     | Мирное (Mirnoje)                                     | Marjaniwka        |
| Myroljubiwka (bis 2016 Wydwyschenez) | Миролюбівка (Видвиженець) | Миролюбовка (Miroljubowka)/Выдвиженец (Wydwischenez) | Holubiwka         |
| Wyschnewe (bis 2016 Frunse)          | Вишневе (Фрунзе)          | Вишневое (Wischnewoje)/Фрунзе                        | Pereschtschepyne  |